# Gisela Völger
Gisela Völger (* 28. April 1937) ist eine deutsche Ethnologin und ehemalige Museumsdirektorin.
Völger studierte Ethnologie, Vorgeschichte und physische Anthropologie in Frankfurt, Heidelberg und Mainz. Sie promovierte in Mainz mit einer Rekonstruktion des untergegangenen Volkes der Tasmanier.
Sie leitete das Kölner Rautenstrauch-Joest-Museum für Völkerkunde von 1979 bis 2000 und prägte die Arbeit des Museums in diesen zwanzig Jahren. Ihre Ausstellungen setzten mit großem Erfolg auf das Konzept des Kulturvergleichs. Besonders mit der vielbeachteten Ausstellung zum kulturvergleichenden, weltweiten Drogengebrauch 1981 leistete sie Pionierarbeit. Auch mit Ausstellungen wie „Die Braut - geliebt, verkauft, getauscht, geraubt“, „Männerbünde - Männerbande. Zur Rolle des Mannes im Kulturvergleich“ oder „Sie und er - Frauenmacht und Männerherrschaft im Kulturvergleich“ setzte sie neue Maßstäbe.
Sie ist Honorarprofessorin an der Universität zu Köln.
Sie verfasste auch ein ethnologisches Kinderbuch und einen Reiseführer für Mallorca.

## Schriften (Auswahl)
- Die Tasmanier. Versuch einer ethnographish-historischen Rekonstruktion, Steiner, Wiesbaden 1972 [=Dissertation Mainz 1971]
- Markt in der Sahel, Deutsches Ledermuseum, Offenbach 1979
- mit Karin von Welck (Hrsg.): Rausch und Realität – Drogen im Kulturvergleich. 2 Bände, Köln 1981, ISBN 3-923158-00-9 (auch 3 (Taschenbuch-)Bände, Rowohlt, Hamburg 1982, ISBN 3-499-34006-2)
- als Hrsg.: Die Braut: Geliebt, verkauft, getauscht, geraubt. Zur Rolle der Frau im Kulturvergleich. 2 Bände, Köln 1985, ISBN 3-923158-07-6
- mit Gabriele Hafermaas: Auf der anderen Seite der Erde. Geschichte und Geschichten der Südsee. Ethnologisches Kinderbuch, Köln 1987, ISBN 3-923158-10-6 (auch Maier, Ravensburg 1987, ISBN 3-473-35598-4)
- mit Karin von Welck (Hrsg.): Männerbande, Männerbünde. Zur Rolle des Mannes im Kulturvergleich. 2 Bände, Köln 1990, ISBN 3-923158-19-X
- mit Cornelia Mallebrein (Hrsg.): Die anderen Götter. Volks- und Stammesbronzen aus Indien. Köln 1993, ISBN 3-89466-076-7
- Mallorca. Richtig Reisen. DuMont, Köln 1996, ISBN 3-7701-2991-1 (mit biografischen Angaben)
- als Hrsg.: Sie und Er. Frauenmacht und Männerherrschaft im Kulturvergleich. 2 Bände, Köln 1997, ISBN 3-923158-33-5
- Kunst der Welt im Rautenstrauch-Joest-Museum für Völkerkunde Köln. Prestel, München 1999, ISBN 3-7913-2179-X
- mit Gabriele Teichmann (Hrsg.): Faszination Orient. Max von Oppenheim – Forscher, Sammler, Diplomat. DuMont, Köln 2001, ISBN 3-7701-5849-0
- mit Karl-Heinz Kohl, Fritz Kramer, Johann Michael Möller, Gereon Sievernich: Das Humboldt Forum und die Ethnologie. Ein Gespräch. kula Verlag, Frankfurt am Main 2019, ISBN 978-3-945340-07-3

| Personendaten    | Personendaten                                                                   |
| ---------------- | ------------------------------------------------------------------------------- |
| NAME             | Völger, Gisela                                                                  |
| KURZBESCHREIBUNG | deutsche Ethnologin, Direktorin des Rautenstrauch-Joest-Museums für Völkerkunde |
| GEBURTSDATUM     | 28. April 1937                                                                  |